# 程响
程响（1989年3月26日—），出生于中華人民共和國安徽省淮南市，中国大陆女歌手。作品有《世界这么大还是遇见你》（又名《清新的小女孩》）、《四季予你》、《等你归来》、《人间烟火》、《可能》、《新娘不是我》、《不再联系》、《懂事的年紀》等歌曲。